# Progressione del record mondiale dei 400 metri piani femminili

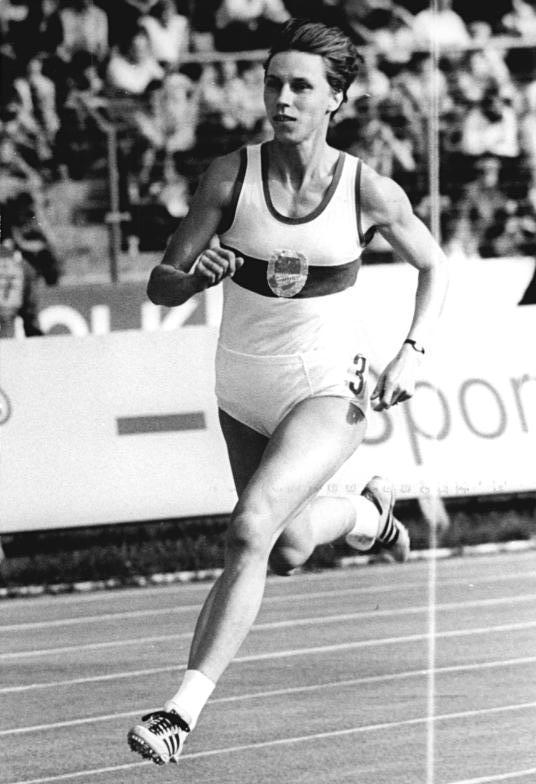
Marita Koch, detentrice del record mondiale della specialità

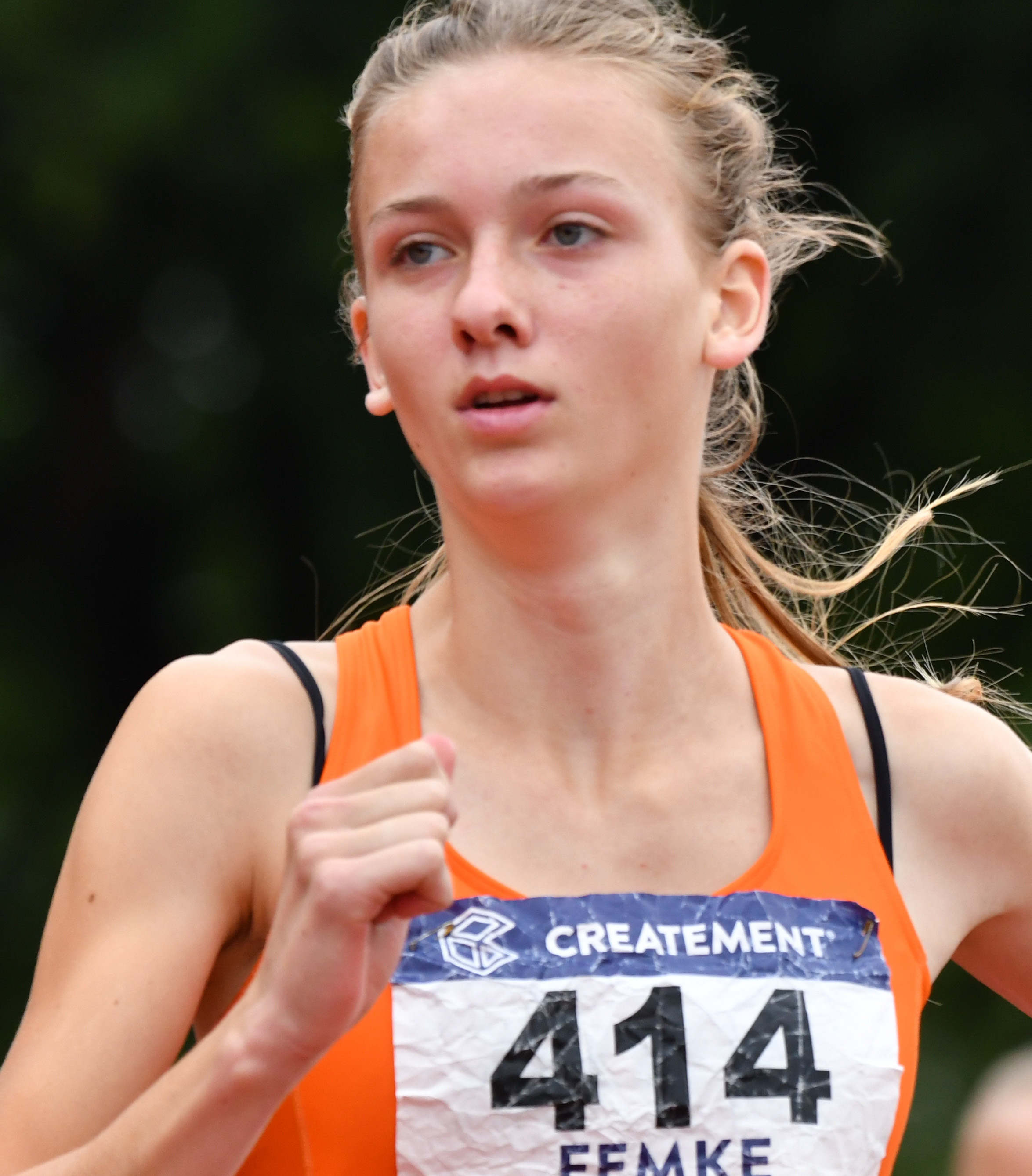
Femke Bol, detentrice del record mondiale indoor della specialità

La voce seguente illustra la progressione del record mondiale dei 400 metri piani femminili di atletica leggera.
Il primo record mondiale femminile venne riconosciuto dalla federazione internazionale di atletica leggera nel 1957, mentre il primo record mondiale indoor risale al 1982.
Dal 1975 la federazione internazionale ha accettato anche il cronometraggio elettronico per i record nelle distanze fino ai 400 metri e dal 1977 ha richiesto, per l'omologazione dei record, unicamente il cronometraggio elettronico al centesimo di secondo. Ad oggi, la World Athletics ha ratificato ufficialmente 26 record mondiali assoluti e 2 record mondiali indoor di specialità.

## Progressione

### Record assoluti
| Tempo                      | Atleta                | Nazione          | Luogo                       | Data              | Note  |
| -------------------------- | --------------------- | ---------------- | --------------------------- | ----------------- | ----- |
| 57"0 m                     | Marlene Mathews       | Australia        | Sydney, Australia           | 6 gennaio 1957    | y     |
| 57"0 m                     | Marise Chamberlain    | Nuova Zelanda    | Christchurch, Nuova Zelanda | 16 febbraio 1957  | y     |
| 56"3 m                     | Nancy Boyle           | Australia        | Sydney, Australia           | 24 febbraio 1957  | y     |
| 55"2 m                     | Polina Lazareva       | Unione Sovietica | Mosca, Unione Sovietica     | 10 maggio 1957    |       |
| 54"0 m                     | Marija Itkina         | Unione Sovietica | Minsk, Unione Sovietica     | 8 giugno 1957     |       |
| 53"6 m                     | Marija Itkina         | Unione Sovietica | Mosca, Unione Sovietica     | 6 luglio 1957     |       |
| 53"4 m                     | Marija Itkina         | Unione Sovietica | Krasnodar, Unione Sovietica | 12 settembre 1959 | +     |
| 53"4 m                     | Marija Itkina         | Unione Sovietica | Belgrado, Jugoslavia        | 14 settembre 1962 |       |
| 51"9 m                     | Shin Geum-dan         | Corea del Nord   | Pyongyang, Corea del Nord   | 23 ottobre 1962   |       |
| 51"7 m                     | Nicole Duclos         | Francia          | Atene, Grecia               | 18 settembre 1969 | [ 4 ] |
| 51"7 m                     | Colette Besson        | Francia          | Atene, Grecia               | 18 settembre 1969 | [ 5 ] |
| 51"0 m                     | Marilyn Neufville     | Giamaica         | Edimburgo, Regno Unito      | 23 luglio 1970    | [ 6 ] |
| 51"0 m                     | Monika Zehrt          | Germania Est     | Colombes, Francia           | 4 luglio 1972     | [ 7 ] |
| 49"9 m                     | Irena Szewińska       | Polonia          | Varsavia, Polonia           | 22 giugno 1974    |       |
| Cronometraggio elettronico |                       |                  |                             |                   |       |
| 50"14                      | Riitta Salin          | Finlandia        | Roma, Italia                | 4 settembre 1974  |       |
| 49"77                      | Christina Lathan      | Germania Est     | Dresda, Germania Est        | 9 maggio 1976     |       |
| 49"75                      | Irena Szewińska       | Polonia          | Bydgoszcz, Polonia          | 22 giugno 1976    |       |
| 49"29                      | Irena Szewińska       | Polonia          | Montréal, Canada            | 29 luglio 1976    |       |
| 49"19                      | Marita Koch           | Germania Est     | Lipsia, Germania Est        | 2 luglio 1978     |       |
| 49"03                      | Marita Koch           | Germania Est     | Potsdam, Germania Est       | 19 agosto 1978    |       |
| 48"94                      | Marita Koch           | Germania Est     | Praga, Cecoslovacchia       | 31 agosto 1978    |       |
| 48"89                      | Marita Koch           | Germania Est     | Potsdam, Germania Est       | 29 luglio 1979    |       |
| 48"60                      | Marita Koch           | Germania Est     | Torino, Italia              | 4 agosto 1979     |       |
| 48"16                      | Marita Koch           | Germania Est     | Atene, Grecia               | 8 settembre 1982  |       |
| 47"99                      | Jarmila Kratochvílová | Cecoslovacchia   | Helsinki, Finlandia         | 10 agosto 1983    |       |
| 47"60                      | Marita Koch           | Germania Est     | Canberra, Australia         | 6 ottobre 1985    |       |

### Record indoor
| Tempo | Atleta                | Nazione        | Luogo                  | Data             | Note |
| ----- | --------------------- | -------------- | ---------------------- | ---------------- | ---- |
| 49"59 | Jarmila Kratochvílová | Cecoslovacchia | Milano, Italia         | 7 marzo 1982     |      |
| 49"26 | Femke Bol             | Paesi Bassi    | Apeldoorn, Paesi Bassi | 19 febbraio 2023 |      |
| 49"24 | Femke Bol             | Paesi Bassi    | Apeldoorn, Paesi Bassi | 18 febbraio 2024 |      |
| 49"17 | Femke Bol             | Paesi Bassi    | Glasgow, Regno Unito   | 2 febbraio 2024  |      |